# رنه ژارارد (بازیکن فوتبال)
رنه ژارارد (انگلیسی: René Gérard; ۸ ژوئن ۱۹۱۴ – ۷ ژوئیهٔ ۱۹۸۷) بازیکن فوتبال اهل فرانسه بود.
از باشگاه‌هایی که در آن بازی کرده‌است می‌توان به باشگاه فوتبال ستاره سرخ و باشگاه ورزشی مون‌پلیه اشاره کرد.
وی همچنین در تیم ملی فوتبال فرانسه بازی کرده‌است.